# Ladislav Kuna
Ladislav Kuna (Galgóc, 1947. április 3. – Pozsony, 2012. február 1.) szlovák labdarúgó, edző. 

## Pályafutása

### A válogatottban
1966 és 1974 között 47 alkalommal szerepelt a csehszlovák válogatottban és 9 gólt szerzett. Részt vett az 1970-es világbajnokságon.

## Sikerei, díjai

### Játékosként
Spartak Trnava
- Csehszlovák bajnok (5): 1967–68, 1968–69, 1970–71, 1971–72, 1972–73
- Csehszlovák kupa (3): 1966–67, 1970–71, 1974–75
- Szlovák kupa (2): 1970–71, 1974–75
- Közép-európai kupa (1): 1967

Egyéni
- Az év csehszlovák labdarúgója (1): 1969